# Lymire senescens
Lymire senescens là một loài bướm đêm thuộc phân họ Arctiinae, họ Erebidae.